# کرامپوس

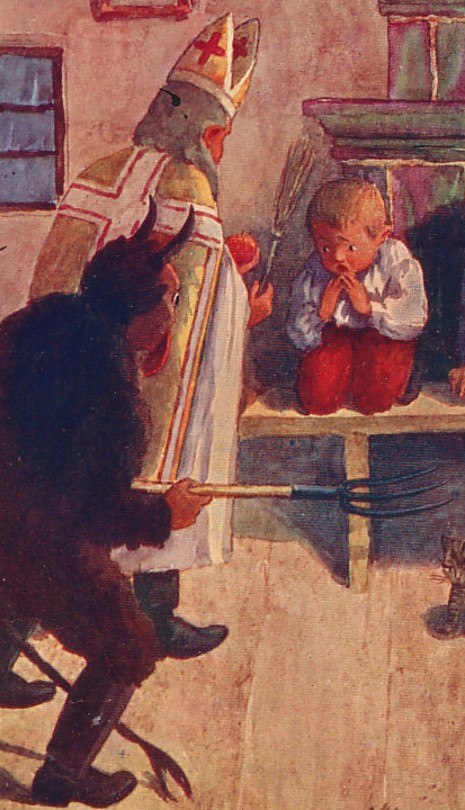
تصویری در دهه ۱۹۰۰ از بازدید بابانوئل و کرامپوس از یک کودک

کرامپوس (به انگلیسی: Krampus) در باور عامیانه اروپای مرکزی، شخصیتی شاخدار و انسانی است که به عنوان «نیمه بز، نیمه دیو» توصیف شده‌است؛ که در طول فصل کریسمس، کودکانی که بدرفتاری می‌کنند را مجازات می‌کند. این کار در تقابل با بابانوئل است که به کودکانی که رفتار خوبی از خود نشان می‌دهند با هدایا پاداش می‌دهد. کرامپوس یکی از همراهان بابانوئل در چندین منطقه از جمله اتریش، بایرن، کرواسی، جمهوری چک، مجارستان، شمال ایتالیا از جمله تیرول جنوبی و ترنتینو و اسلوونی است. شکل مشخصی برای کرامپوس در نظر گرفته نشده‌است. برخی از توده‌شناسان و مردم‌شناسان منشأ آن را از ریشه‌های پیش از مسیحیت می‌دانند.
در رژه‌های سنتی و در رویدادهایی مانند رژه کرامپوس، مردان جوان با لباسی شبیه به کرامپوس ظاهر می‌شوند. چنین رویدادهایی سالانه در بیشتر شهرهای آلپ رخ می‌دهد. کرامپوس همچنین در کارت‌های تبریک تعطیلات دیده می‌شود.

## ریشه‌شناسی
نظریه تاریخچه شخصیت کرامپوس به گونه‌ای است که به سنت‌های آلپ پیش از مسیحیت بر می‌گردد. در مقاله‌ای مختصر در این مورد، که در سال ۱۹۵۸ منتشر شد، موریس بروس نوشت:
به نظر می‌رسد در مورد هویت واقعی او شکی وجود ندارد، زیرا به هیچ وجه دیگر سلطنت کامل خدای شاخدار جادوگران به خوبی حفظ نشده‌است. ممکن است با آئین‌های آغازین برخی از جادوگران ارتباط داشته باشد. آدابی که مستلزم الزام‌آور که استفاده از شلاق به عنوان نوعی مرگ تمسخر آمیز است. همچنین می‌توانند بقایای مناسک آغازین بت‌پرستی باشند.
انسان‌شناس جان جی هونیگمن با بحث در مورد مشاهدات خود در سال ۱۹۷۵ هنگامی که در ایردینگ، یک شهر کوچک در استیریا بود، نوشت:
جشنواره بابانوئل که ما توصیف می‌کنیم شامل عناصر فرهنگی است که به‌طور گسترده در اروپا توزیع شده‌اند و در برخی موارد به دوران قبل از مسیحیت بر می‌گردد. خود بابانوئل در آلمان در حدود قرن یازدهم محبوب شد. جشن اختصاص داده شده به این حامی کودکان فقط یک مناسبت زمستانی است که در آن کودکان مورد توجه ویژه قرار می‌گیرند. شیاطین نقابدار که به شدت عمل می‌کنند و باعث ایجاد مزاحمت می‌شوند؛ حداقل از قرن شانزدهم در آلمان شناخته شده‌اند. اتریشی‌ها معتقدند که کرامپوس از یک سنت بت‌پرست ناشی می‌شود که با شیطان مسیحی شبیه بوده‌است.

## ویژگی

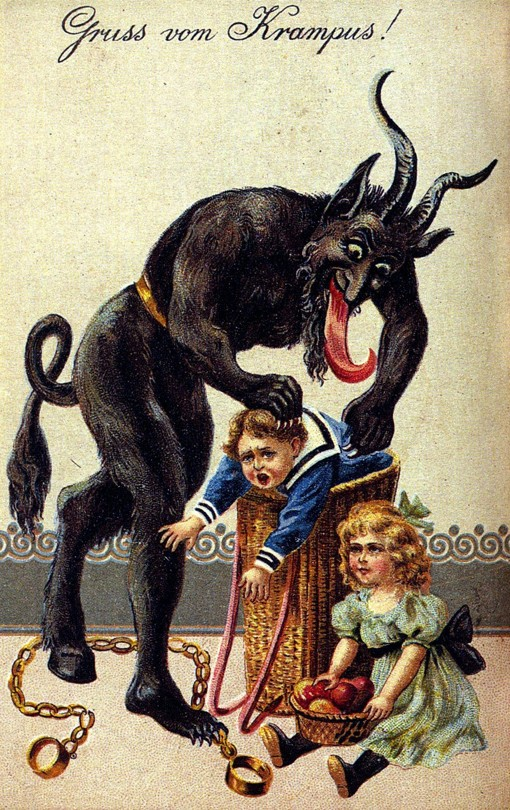
در کیسه قرار دادن کودکان توسط کرامپوس

گرچه کرامپوس متنوع ظاهر می‌شود، اکثر آنها از برخی خصوصیات جسمی مشترک برخوردارند. او دارای موی سر معمولاً قهوه ای یا سیاه است و دارای سم و شاخ‌های میخی شکل است. زبان بلند و نوک تیز او بیرون می‌آید و دندان‌های نیش بلندی دارد.
کرامپوس زنجیرهایی را حمل می‌کند که تصور می‌شود نماد به بند کشیده شدن شیطان توسط کلیسای مسیحی است. او برای تأثیر چشمگیر زنجیرها را خرد می‌کند. این زنجیرها گاهی با زنگوله‌هایی در اندازه‌های مختلف همراه می‌شوند. دسته‌ای از شاخه‌های توس که کرامپوس حمل می‌کند و گاهی اوقات با آنها بچه‌ها را شلاق می‌زند. شاخه‌های توس در برخی از نمایش‌ها با شلاق جایگزین می‌شوند. بعضی اوقات کرامپوس با گونی یا سبدی که به پشت بسته شده کودکان بد را به خاطر بد رفتاری با خود به جهنم می‌برد. در برخی از نسخه‌های قدیمی‌تر، کودکان بدرفتار را در کیسه گذاشته و می‌برد.

## نگارخانه

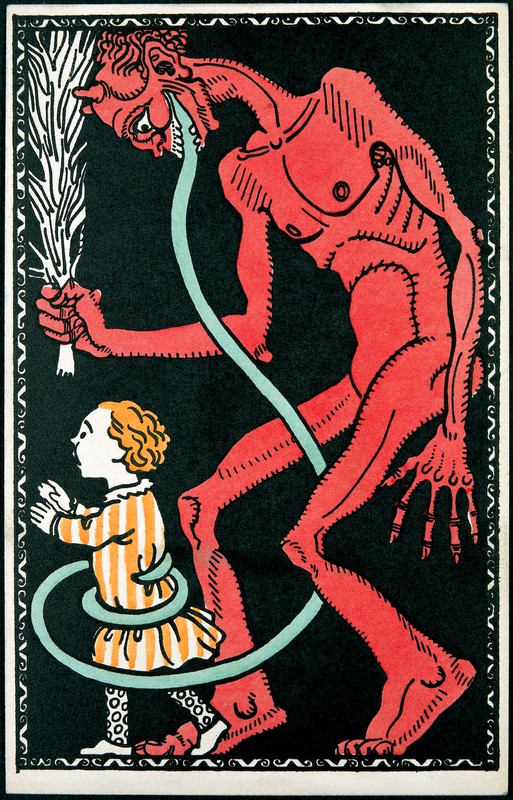
کارت پستال کرامپوس و یک کودک در حدود سال ۱۹۱۱
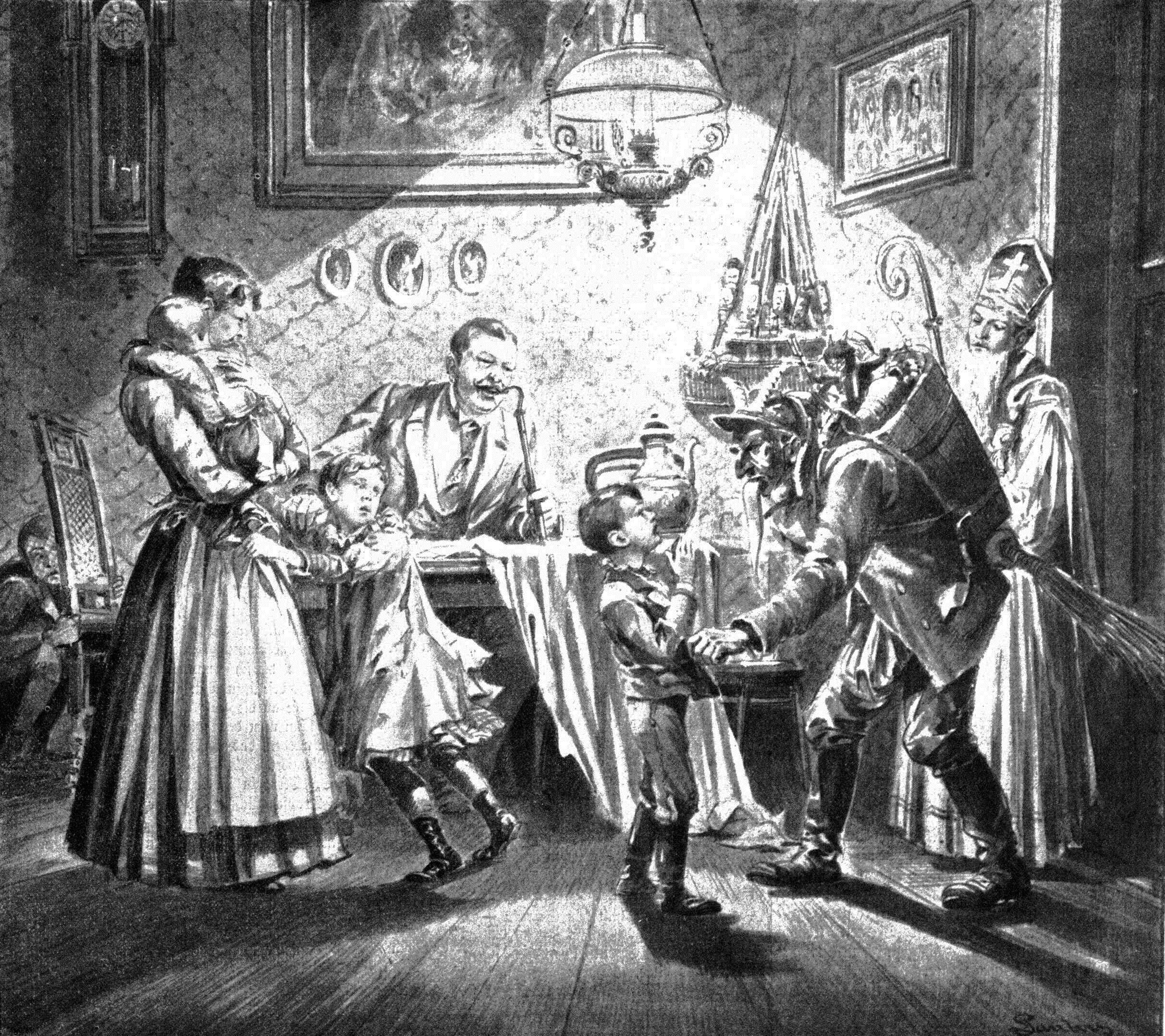
کرامپوس و بابانوئل در حال بازدید از یک خانه وینی در سال ۱۸۹۶
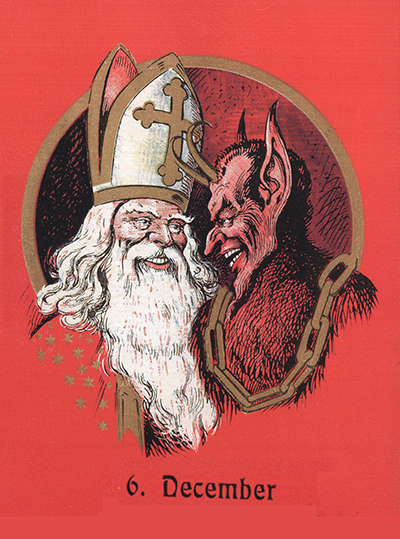
بابانوئل و کرامپوس در اتریش در اوایل قرن ۲۰
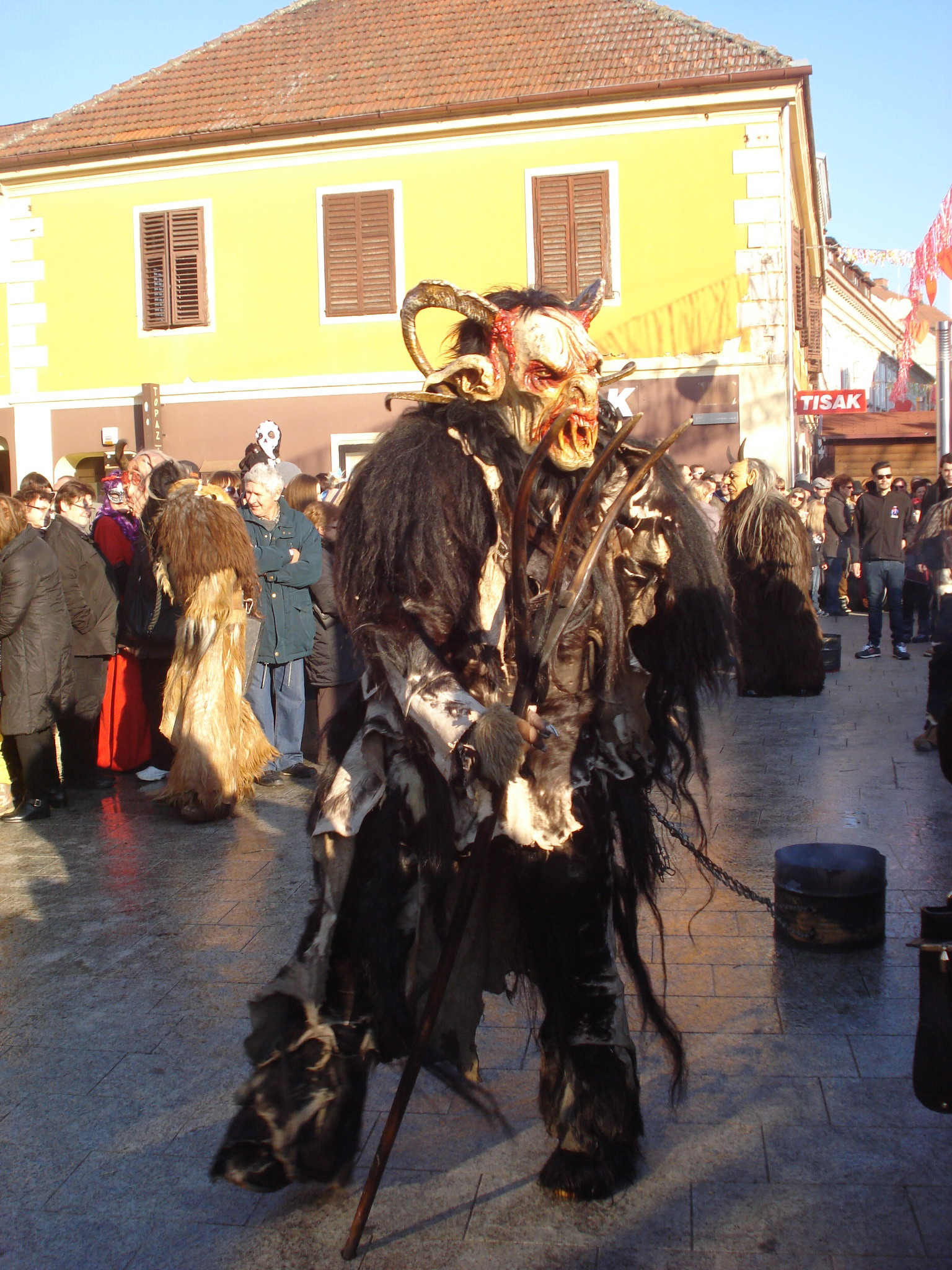
یک کرامپوس در شمال کرواسی در کارناوال محلی (۲۰۱۵)
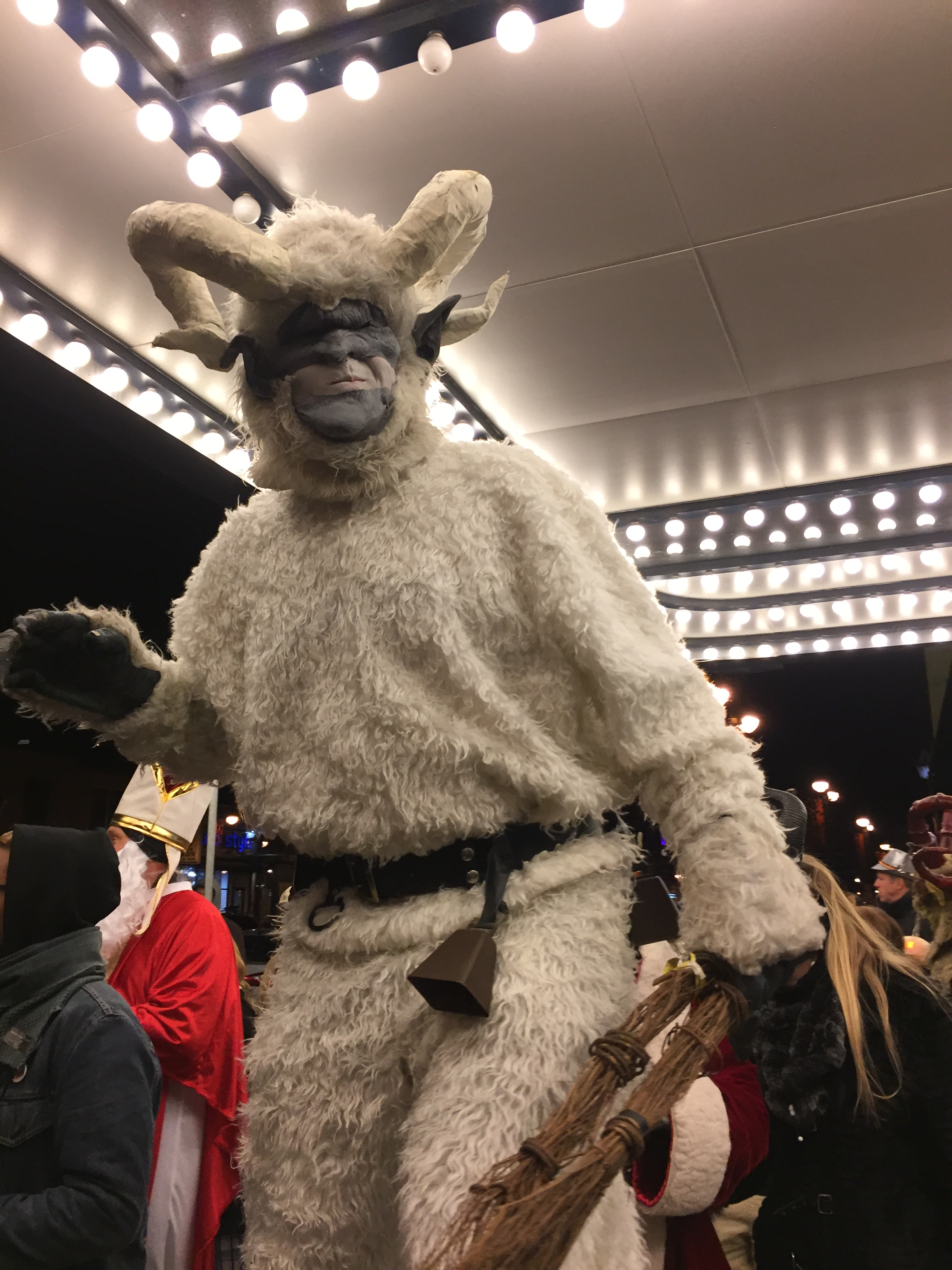
واشینگتن، دی.سی. رژه کرامپوس (۲۰۱۶)

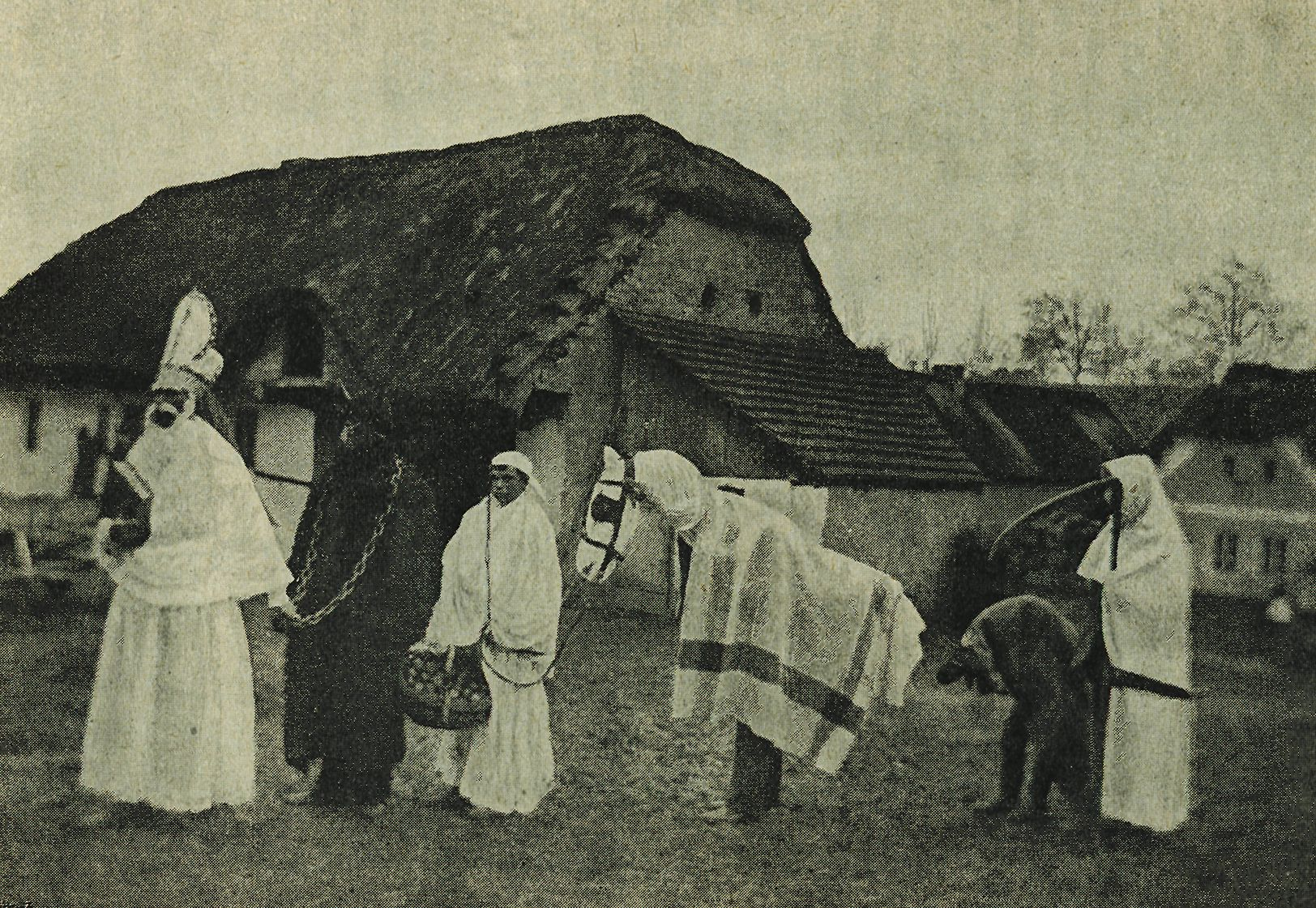
موکب بابانوئل با کرامپوس و شخصیت‌های دیگر (۱۹۱۰)
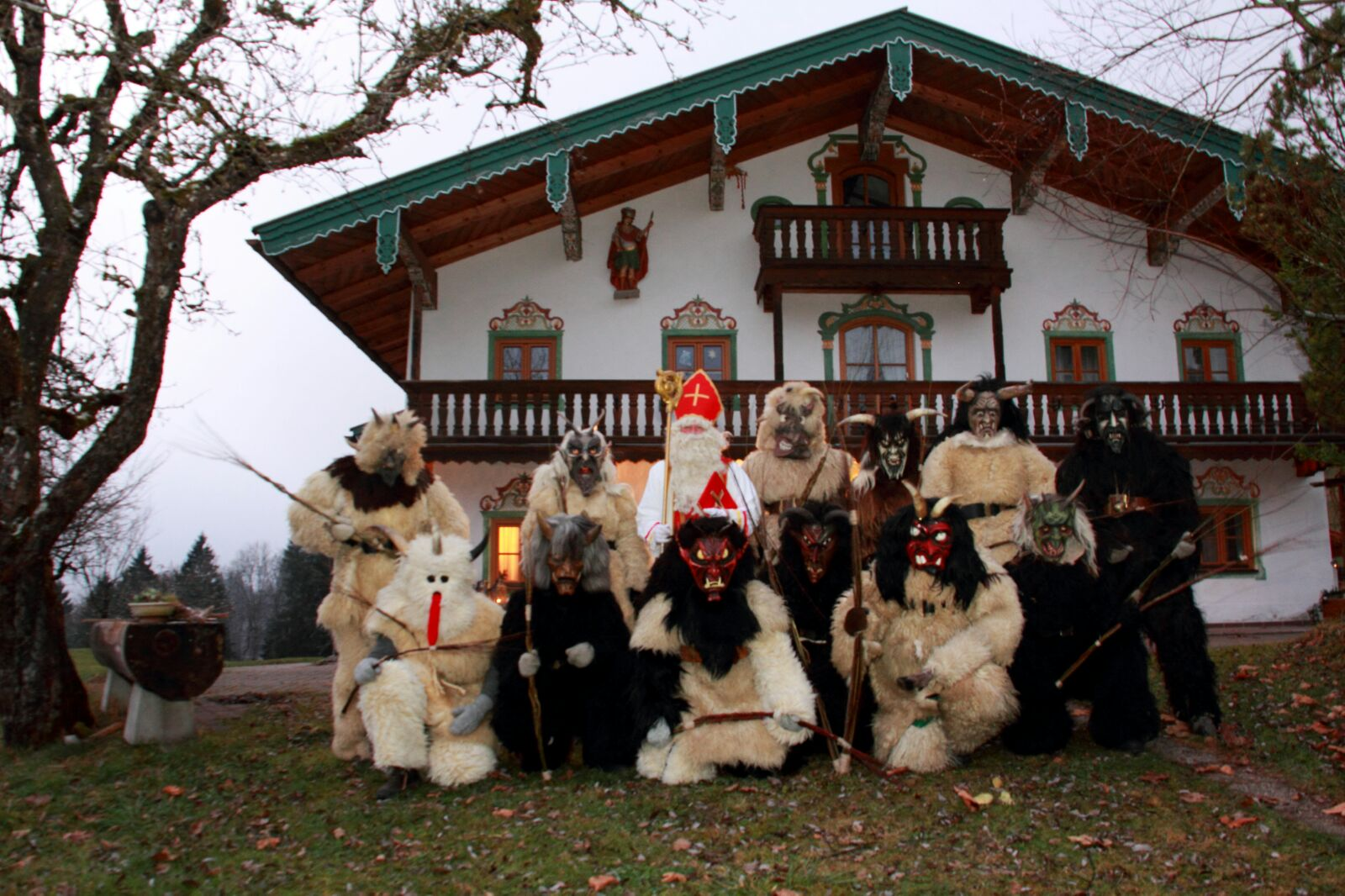
بابانوئل و ۱۲ کرامپوس در برشتس گادنرلند آلمان (۲۰۱۶)
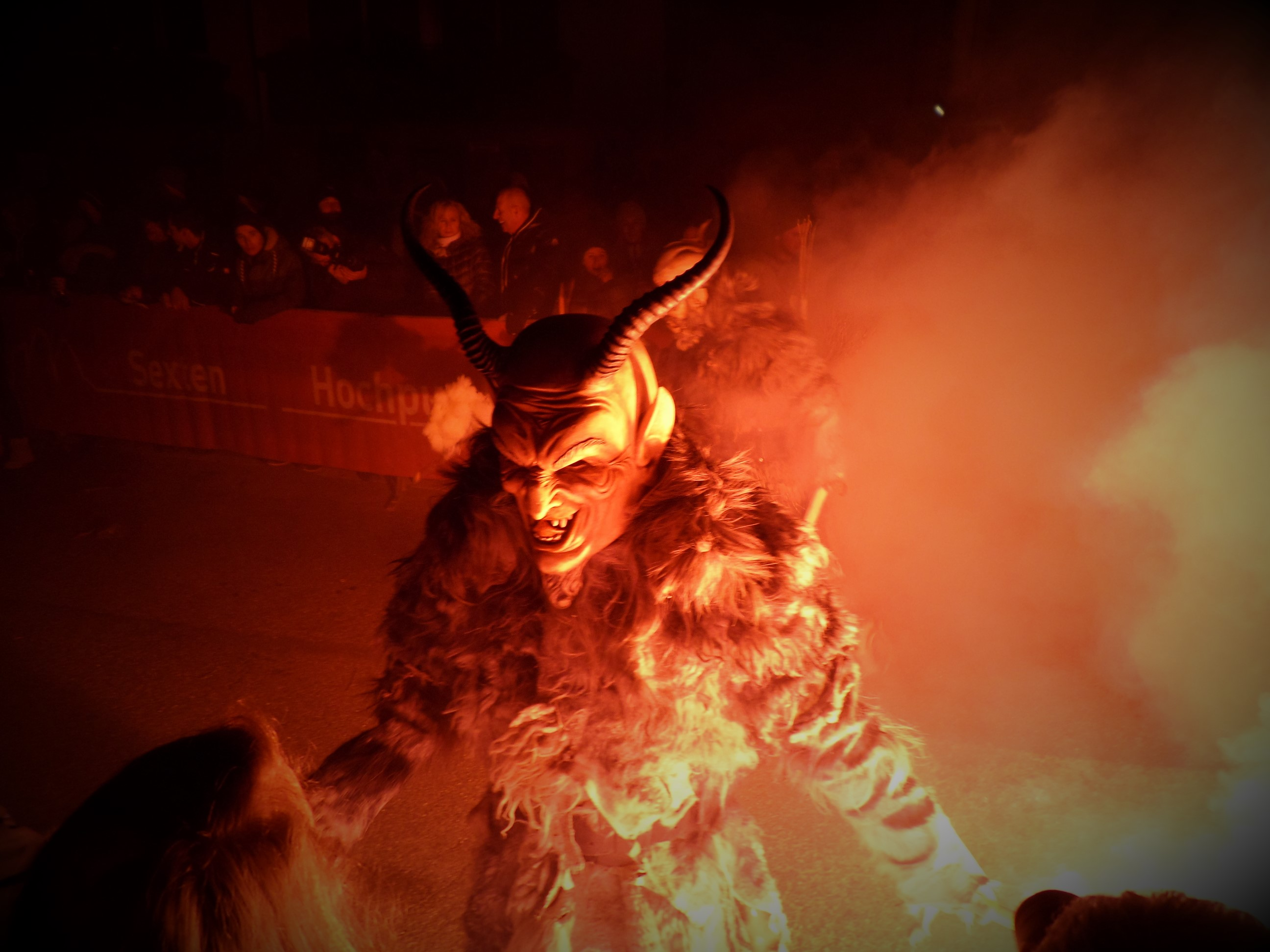
در سستو ایتالیا (۲۰۱۶)

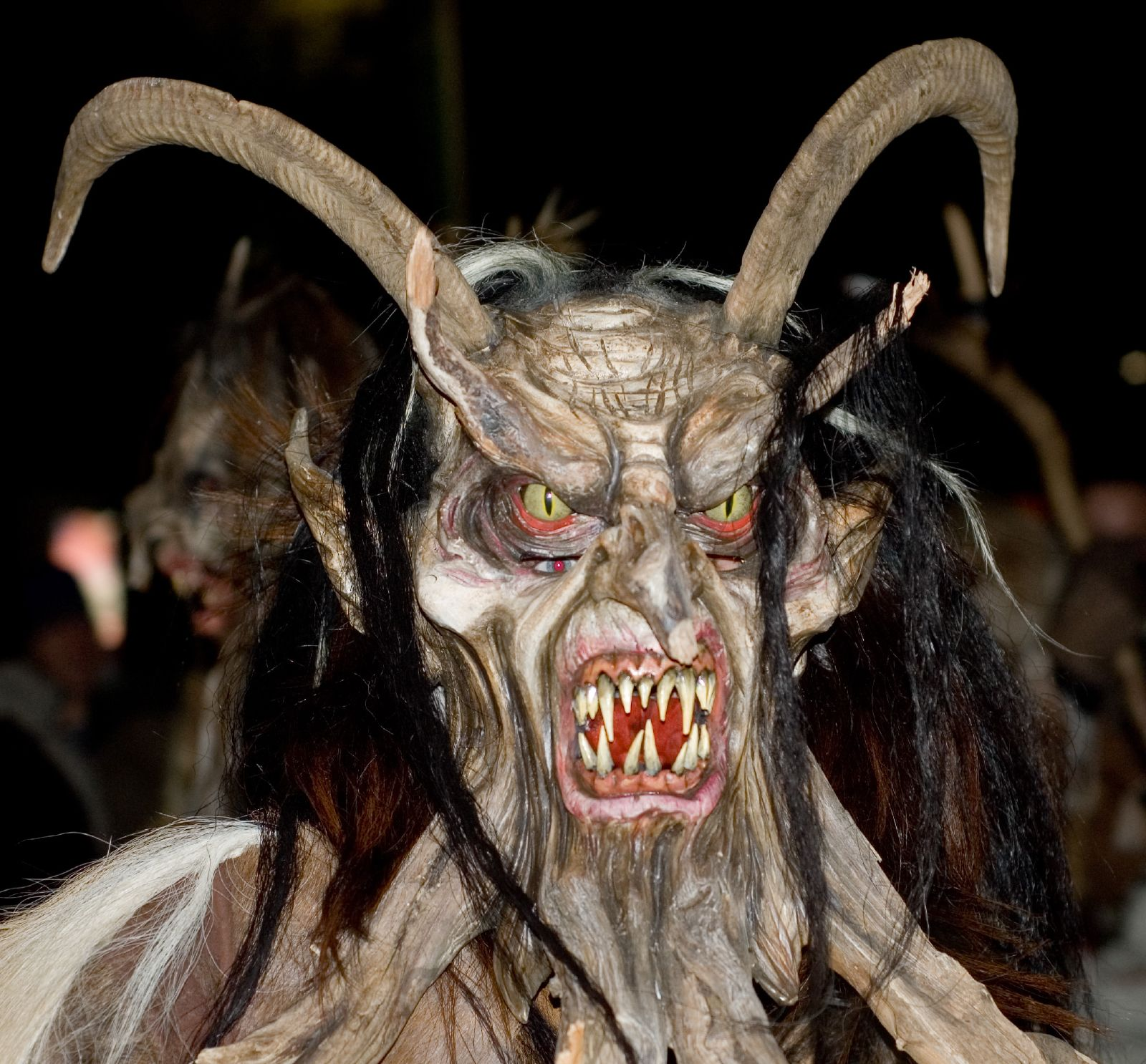
یک کرامپوس مدرن در کلاگن‌فورت (۲۰۰۶)
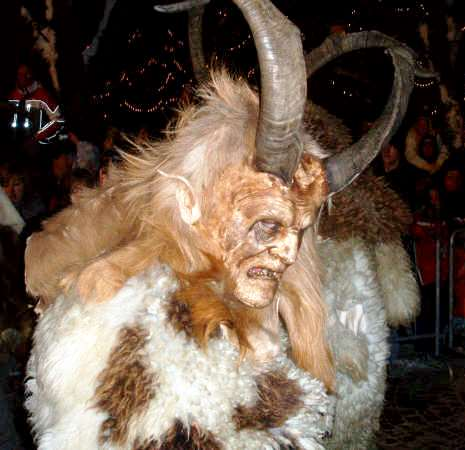
کرامپوس در توبلاک ایتالیا (۲۰۰۶)